# Study Butte
Study Butte est une localité américaine située dans le comté de Brewster, au Texas. Elle constitue l'entrée occidentale du parc national de Big Bend.